# Richard Benjamin Harrison
Richard Benjamin Harrison (Danville, Virginia; 4 de marzo de 1941-Las Vegas, Nevada; 25 de junio de 2018), también conocido como Old Man, El Viejo o El Evaluador, fue un empresario y militar estadounidense, copropietario junto con su hijo Rick Harrison de la tienda de empeños familiar Gold & Silver Pawn Shop, que fundó en 1988.

## Vida personal
Cuando tenía alrededor de catorce años, debido a la difícil economía de su familia a pesar de ser una de las familias más antiguas del país, dejó sus estudios escolares para trabajar. Aproximadamente a los veinte años se vio obligado a ingresar a la Marina y permaneció activo durante veinte años. 
Contrajo matrimonio con Joanne Rhue y fue padre de cuatro hijos: Joseph, Rick, Chris y Shanty Harrison (quien nació con síndrome de Down y murió a los seis años de edad). Richard era conocido desde los catorce años por el apodo The Old Man (El Viejo).
Después de retirarse de la Armada y de sufrir pérdidas en el mercado inmobiliario, se mudó a Las Vegas en 1982 y fundó la primera versión de la hoy exitosa tienda con su hijo Rick.
Se dio a conocer en el programa El precio de la historia, Pawn Stars, emitido por Canal Historia.

### Muerte
Falleció el 25 de junio de 2018 a los 77 años, tras una larga lucha contra la enfermedad de Parkinson.

## Televisión
- 2009-2018: Pawn Stars